# Rasmus Frandsen
Pour les articles homonymes, voir Frandsen.
Rasmus Frandsen, né le 17 avril 1886 à Årslev (en) et mort le 5 décembre 1974 à Næstved, est un rameur d'aviron danois. 

## Carrière
Aux Jeux olympiques d'été de 1912 à Stockholm, Rasmus Frandsen est médaillé de bronze en embarcations quatre barré avec Poul Thymann, Mikael Simonsen, Erik Bisgaard et Ejgil Clemmensen.